# Lim Jong-Chun
Lim Jong-Chun, född den 23 juni 1978, är en sydkoreansk landhockeyspelare.
Han tog OS-silver i herrarnas landhockeyturnering i samband med de olympiska landhockeytävlingarna 2000 i Sydney.